# Ток'ра
Ток'ра (в перекладі «Противники Ра») — початково головні противники ґоа'улдів, які борються пліч-о-пліч з тау'рі (землянами). Фізіологічно вони подібні до ґоа'улдів, але завдяки генетичній пам'яті своєї королеви переконані в хибності поглядів і методів правління решти ґоа'улдів. Рівень технічного розвитку ток'ра є приблизно таким самим, як і в ґоа'улдів, але з деякими відмінностями, зумовленими обмеженістю ресурсів та підпільним життям.